# Saintandrea chenoides
Saintandrea chenoides — викопний вид гусеподібних птахів родини качкових (Anatidae). Вид існував на початку олігоцену (27,6-25,6 млн років тому) в Європі. Скам'янілі рештки знайдено у муніципалітеті Сент-Андре на півдні Франції. Відомий з елементів частин крил, ніг. Є близьким родичем вимерлого роду Romainvillia. Saintandrea була розміром з сучасної гуски.